# Orzesznik jadalny

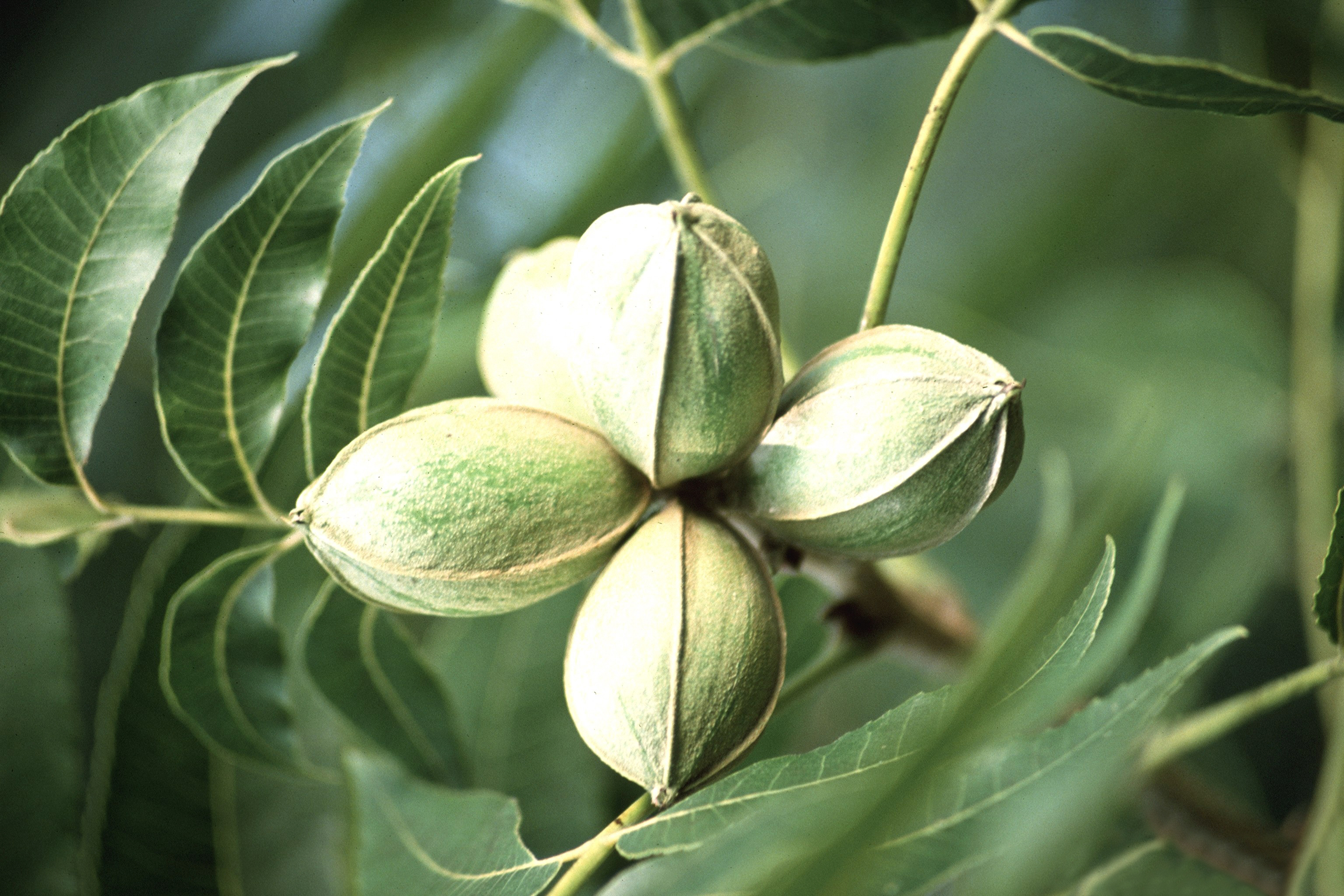
Niedojrzałe owoce na drzewie

Orzesznik jadalny, orzesznik pekanowy, orzesznik owocowy, pekan (Carya illinoinensis (Wangenh.) K.Koch) – gatunek drzewa należącego do rodziny orzechowatych. Naturalnie występuje w Ameryce Północnej, w Stanach Zjednoczonych od południowej części stanów Iowa, Illinois i Indiany do Georgii, Alabamy, Missisipi, Luizjany, Teksasu, Oklahomy i Arkansas na południu oraz w zachodniej części Kentucky, Północnej Karoliny i wschodniej części Tennessee, a także w Meksyku od stanów Coahuila na północy do Jalisco i Veracruz na południu.
Angielskie słowo pecan pochodzi z języka Indian Algonkinów i oznacza „orzech zbyt twardy do zgniecenia dłonią” lub – szerzej – „coś do zmiażdżenia tylko narzędziem”.
Pierwszy w Europie opis orzesznika jadalnego poznano w XVI wieku dzięki hiszpańskiemu podróżnikowi i odkrywcy Álvar Núñez Cabeza de Vaca, a Hiszpanie w następnych latach stopniowo introdukowali ten gatunek do południowej Europy, a następnie Afryki i Azji. W Polsce gatunek niezwykle rzadko spotykany, głównie ze względu na wysoką wrażliwość na mróz. Sporadycznie sadzony bywa w ogrodach botanicznych lub arboretach, jednak po kilku latach zwykle przemarza. Sadzony na Wyspach Brytyjskich, także słabo rośnie.

## Morfologia

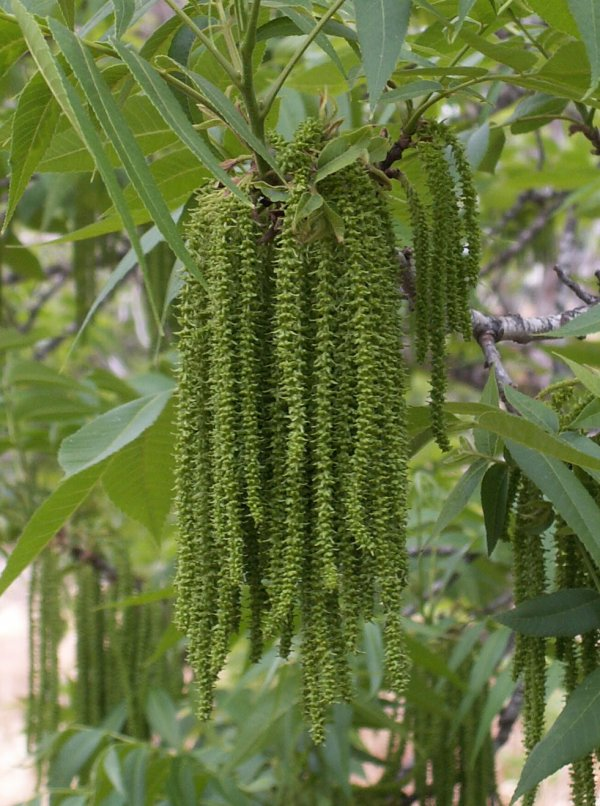
Kwiatostany męskie wiosną

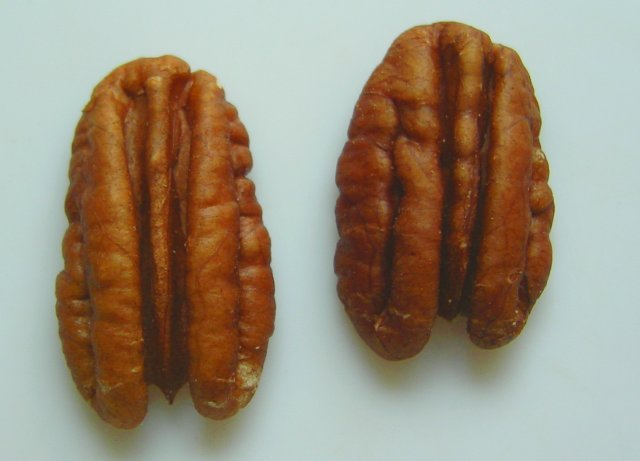
Dwie połówki jądra owocu

PokrójDługowieczne drzewo liściaste o przeciętnej wysokości 20–40 m. Maksymalna wysokość do jakiej dorasta drzewo w zależności od autora wynosi 40 m, 44 m, 50 m, czy też nawet 52 m i 54 m (jest najwyższym gatunkiem orzesznika). Pień i konary są smukłe. Typowa korona jest kopulasta, ma 12–23 m rozpiętości z wyraźnym kilkumetrowym pniem (2–5 m). Pień osiąga do 180 cm średnicy.
KoraPoczątkowo szarobrązowa, gładka, w starszym wieku nierówno, podłużnie bruzdowana; lekko, choć wyraźnie łuszcząca się, szara.
PędyMłode pędy są brązowe i owłosione. Z czasem niekiedy łysieją i stają się błyszczące.
PąkiWydłużone, długości 6–12 mm, żółtobrązowe, okryte owłosionymi łuskami. Pąki kątowe okryte są łuskami zrośniętymi kapturkowato.
LiścieLiście nieparzystopierzaste o długości 40–70 cm, z ogonkiem długości 4–8 cm. Są zmienne, złożone z (9)11–15(17) listków o długich wierzchołkach. Pojedynczy listek ma najczęściej eliptyczny lub jajowato-lancetowaty kształt, 5–12 cm długości i 2–6 cm szerokości. Niższe listki często są nieco odchylone do tyłu. Od spodu są drobno owłosione. Listki osadzone są na krótkich ogonkach (długości od 0 do 25 mm), co jest charakterystyczne dla tego gatunku. Liście nie są ciemnozielone przez cały sezon, mają wyraźnie rozjaśnioną barwę, jesienią przebarwiają się na żółtozielony, a później słomkowy lub lekko pomarańczowy kolor.
KwiatySą rozdzielnopłciowe lecz jednopienne. Siedzące kwiaty męskie wyrastają na osi kotków o długości od 8 do 18 cm, zebranych po kilka do kilkunastu. Oś kwiatostanów okryta jest włoskami gruczołowymi, a same pylniki są z rzadka owłosione. Kwiaty żeńskie zebrane są po 3–6 sztuk w kłosy na szczytach pędów.
OwoceMogą być różnego kształtu w zależności od odmiany, od prawie okrągłych przez beczułkowate do silnie wydłużonych. Najczęściej są owalne o długości od 2,6 do 6 cm (czasem do 8 cm) i szerokości od 1,5 do 3 cm. Pokryte początkowo jasnozieloną okrywą, później brunatniejącą, o grubości 3–4 mm, pękającą po dojrzeniu na 4–5 części, których granice wyraźnie zaznaczone są bruzdami. Jest to owoc rzekomy – nibypestkowiec. Zewnętrzna, mięsista warstwa owocni powstaje z okrywy (involucrum) i otacza owoc właściwy, którym jest orzech. Po odpadnięciu okrywy widoczna jest gładka, błyszcząca łupina orzecha o barwie brązowej z delikatnymi jaśniejszymi smużkami. Nasiono (jądro orzecha) jest jadalne, brązowe, podobne do jądra orzecha włoskiego, lecz mniej pofałdowane i bardziej wydłużone, uchodzące za jedno z najsmaczniejszych (w każdym razie najsmaczniejsze wśród przedstawicieli rodzaju orzesznik).

## Biologia i ekologia
RozwójRoślina wieloletnia. Kwitnie w maju i kwiaty są wiatropylne. Owocowanie trwa do listopada.
SiedliskoNajlepiej rośnie na głębokich, żyznych glebach w dolinach rzek – wzdłuż brzegów i na terasach zalewowych. Występuje na terenach nizinnych, zwykle do 600 m n.p.m., rzadko do 1000 m n.p.m. Minimalna miąższość gleb dla dobrego plonowania wynosi około 60 cm, a głębokość wód gruntowych poniżej 75 cm. Roślina wymaga gleb przepuszczalnych, żyznych i bogatych w próchnicę. Optymalny odczyn gleby powinien być obojętny lub lekko zasadowy, a stanowisko słoneczne lub półcieniste. Gatunek jest bardziej wrażliwy na mróz niż częściej w Polsce spotykany orzesznik pięciolistkowy. Według różnych źródeł minimalna temperatura niepowodująca uszkodzeń zawiera się w przedziale pomiędzy –12° a –20 °C. Według klasyfikacji mrozoodporności USDA zaleca się uprawę tego gatunku w strefach 6b–11.

## Zastosowanie
Jest to jeden z ważniejszych gatunków uprawnych w Stanach Zjednoczonych, które są największym producentem pekanów na świecie. Oprócz tego kraju znaczącymi producentami są: Meksyk, Australia, Izrael, Republika Południowej Afryki oraz w mniejszym stopniu Chiny i Argentyna. W USA średnioroczna produkcja wynosi od 150–200 tys. ton rocznie, a najwięcej orzechów produkowanych jest w stanie Georgia (około 40% produkcji USA), następnie w Nowym Meksyku, Teksasie, Arizonie i Oklahomie. Znanych jest ponad 1000 odmian uprawnych, spośród których za szczególnie cenne uznaje się wysoko plonujące i odporne na najgroźniejszą chorobę – parcha. Poza uprawą w celach produkcyjnych gatunek bywa sadzony jako okazałe drzewo ozdobne, zalecane zwłaszcza na rozległych terenach zielonych.
- Surowiec drzewny. Drewno pekana cenione ze względu na jego twardość. Ma zastosowanie w produkcji mebli i podłóg, kiedyś również elementów broni. Ze względu na aromat wydzielający się przy paleniu było i jest czasem stosowane do wędzenia mięsa.
- Roślina jadalna. Orzechy są spożywane zarówno na surowo, jak i po przetworzeniu. Są jednym z najpopularniejszych składników słodkich deserów w południowych i środkowych stanach USA. Mają charakterystyczny masłowaty posmak i aromat. Stanowią podstawowy składnik słynnych pralinek z Nowego Orleanu[19], a także ciasta pekanowego (ang. pecan pie) popularnego w środkowo-zachodniej części USA.

## Wartość odżywcza
Podstawowymi związkami chemicznymi, stanowiącymi materiał zapasowy owocu, są tłuszcze (około 70%), w tym około 90% stanowią nienasycone kwasy tłuszczowe. Pekany zawierają ponadto 9% białek, 10% błonnika i 4% innych węglowodanów, około 5% wody oraz inne substancje, z których na szczególne podkreślenie zasługuje witamina E (obecna w dużej ilości) i kwas elagowy. Wyżej podane zawartości odnoszą się do owoców znajdujących się w stadium dojrzałości konsumpcyjnej i po niezbędnym wysuszeniu ich po zbiorze.
Owoce pekana wyróżniają się także dużą zawartością antyoksydantów, największą spośród uprawianych przedstawicieli z rodziny orzechowatych. Antyoksydanty umożliwiają redukcję cholesterolu frakcji LDL w organizmie. Badanie zdolności pochłaniania wolnych rodników nadtlenkowych – (ORAC) przez substancje zawarte w owocach pekana dowodzi, iż 100 g tego produktu charakteryzuje się równowartością ponad 17 tys. μmol TE/100 g potencjału antyoksydacyjnego. Spośród najpopularniejszych na rynku 10 gatunków orzechów pekany zawierają największą ilość polifenoli oraz mają najwyższą wartość pojemności antyoksydacyjnej. 
Ze względu na skład chemiczny pekany są zalecane przez dietetyków i organizacje konsumenckie. Ponieważ orzechy te są bogatym źródłem witaminy E i przeciwutleniaczy, pomagają zapobiegać chorobom cywilizacyjnym, takim jak: nadciśnienie tętnicze, nadwaga, rak piersi, prostaty i wielu innym.

## Uprawa
Orzesznik jadalny wchodzi w okres owocowania od 5 do 10 lat po posadzeniu, a znane są nawet ponad trzystuletnie drzewa obficie owocujące. Odmiany wcześnie owocujące często charakteryzują się nadmiernym plonowaniem oraz mierną jakością owoców. Na plantacjach zaleca się sadzić razem odmiany wcześnie wchodzące w okres owocowania jako odmiany czasowe, usuwane po kilkunastu latach, razem z odmianami później wchodzącymi w okres owocowania, lecz charakteryzującymi się wysokiej jakości owocami. Pozwala to na uzyskanie szybszego dochodu, zwrotu kosztów inwestycji.
W uprawie są zarówno drzewa na własnym korzeniu rozmnażane z siewu, jak i drzewa szczepione na podkładkach tego samego gatunku. Najczęściej stosowanymi podkładkami są selekty o nazwach 'Elliott' i 'Curtis'. Szczepi się przez stosowanie, na przystawkę, okulizację lub w klin. Drzewa szczepione są wyselekcjonowanymi odmianami, które charakteryzują się wieloma cennymi właściwościami uprawowymi, z których najważniejszymi jest odporność na wiele groźnych chorób i samopylność.  

### Rozstawa
Znanych jest wiele systemów sadzenia sadów orzesznikowych. Rozstawa drzew uzależniona jest od kraju i warunków klimatyczno-glebowych. W Georgii, gdzie uprawa pekanów jest największa, najczęściej stosuje się system z drzewami okresowymi (tzw. filler). Drzewa sadzi się w rozstawie 12×12 m (40 stóp), a następnie po około 10–15 latach, gdy plantacja się zagęści i coraz bardziej utrudnione są prace pielęgnacyjne, wycina się drzewa po przekątnej (zmieniając w ten sposób kierunek rzędów) kwadratu o bokach 12×12, uzyskując docelową rozstawę drzew 17,1×17,1 m. Taka rozstawa daje 35 drzew/ha (14/akr). Początkowa rozstawa bywa różna, a zalecenia wahają się w szerokich granicach, 90–250 drzew na hektar.

### Zapylanie
Orzeszniki mogą być zapylane własnym pyłkiem lub pyłkiem z innych drzew. Mimo iż wiele nowych odmian jest samopylnych, to jednak dla lepszego plonowania zaleca się sadzenie zapylaczy. Najlepiej, gdy są to dwie równo cenne odmiany posadzone w tej samej ilości. Jednak główną zasadą jest sadzenie przynajmniej 10% drzew zapylacza w stosunku do liczby wszystkich drzew w sadzie, a najczęściej zalecaną metodą jest sadzenie co piątego drzewa w co piątym rzędzie. Odległość pomiędzy zapylaczem a zapylana odmianą nie powinna przekraczać 45 m. Zapylacz, oprócz produkcji dużej ilości pyłku, powinien kwitnąć w tym samym czasie i nie być podatnym na choroby, aby nie stał się źródłem patogenów dla odmiany uprawnej.

### Zbiór i przechowywanie

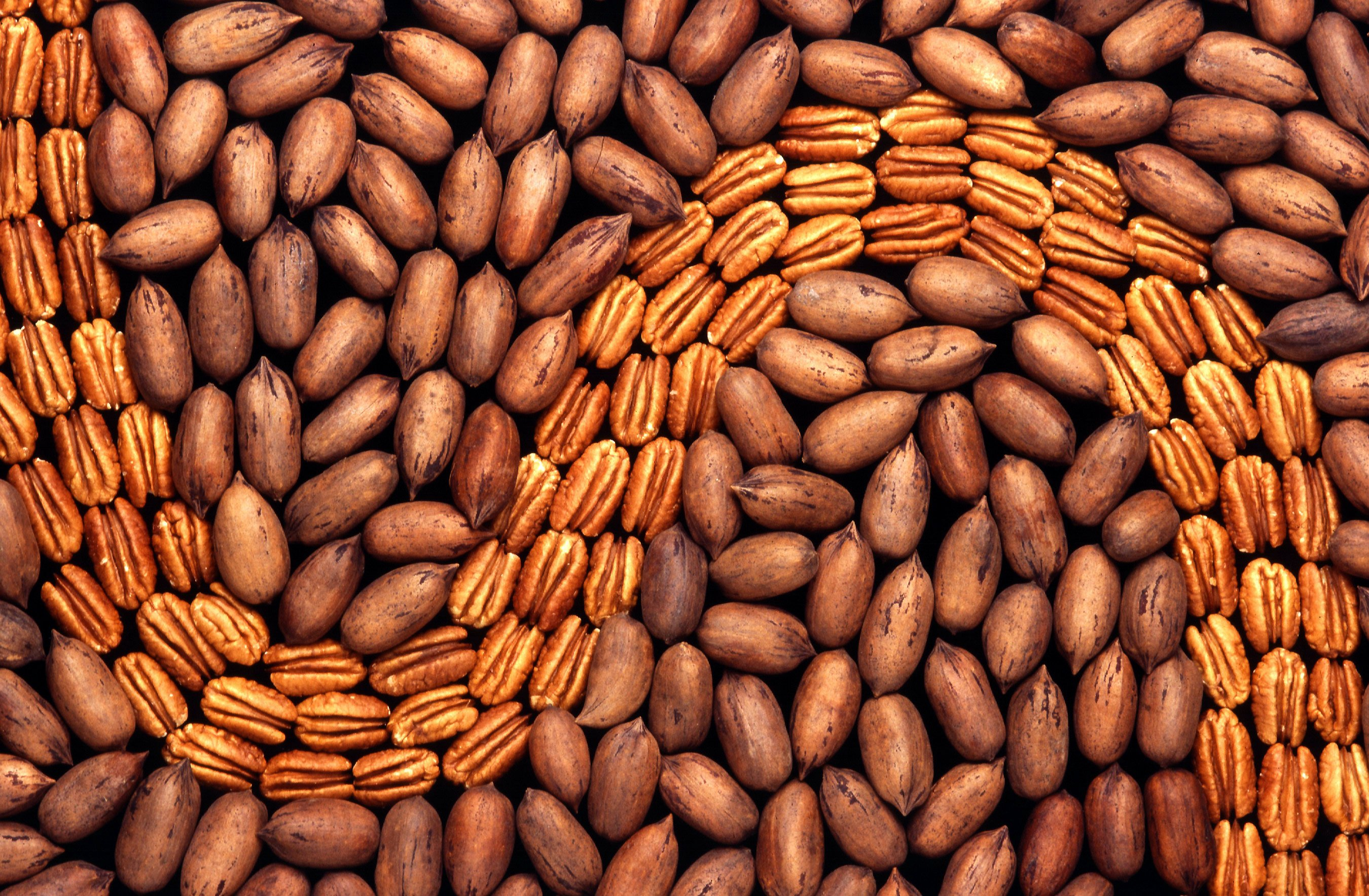
Owoce orzesznika jadalnego w okrywie i bez

Dojrzałość zbiorcza owoców pekana, w zależności od odmiany i temperatury w lecie, przypada od początku września do końca listopada. Jedynym wskaźnikiem, jakim należy się kierować, jest pękanie okryw nasiennych. W momencie, gdy się rozpocznie, można przystąpić do zbiorów. Można zbierać naturalnie opadłe na ziemię owoce, jednak najczęściej stosuje się maszyny, które wymuszają ich opadanie. Maszyny takie mają ramię, które przymocowuje się do pnia lub do konarów, a następnie taki wysięgnik, połączony mimośrodem z silnikiem, energicznie potrząsa drzewem ruchami o wysokiej częstotliwości, choć o niewielkim zasięgu. Zbiór zaleca się przeprowadzać najszybciej, jak to tylko jest możliwe, bo w przeciwnym wypadku amatorzy orzechów, do których należą wiewiórki, wrony, sójki, dzikie indyki, szopy i jelenie, potrafią bardzo szybko zredukować plon. 
Przed przechowaniem konieczne jest przesuszenie owoców, które zbierane wcześniej mają zwykle zbyt dużą wilgotność. Owoce do przechowywania, jak i do spożycia, suszy się do momentu osiągnięcia 15% zawartości wody w stosunku do owoców świeżych. Suszenia nie należy przeprowadzać na słońcu. Najczęściej orzechy suszy się w dobrze wentylowanych pomieszczeniach w temperaturze pokojowej. Proces ten trwa na ogół około dwóch tygodni.
Wysuszone owoce można przechowywać w temperaturze pokojowej około czterech miesięcy. W lodówce można je przechowywać około pół roku. W chłodni w temperaturze 0 °C owoce mogą być przechowywane 1–2 lata. Dłuższe przechowywanie powoduje utratę jakości owoców związaną z przemianami tłuszczowymi prowadzącymi do jełczenia. Z powodu łatwego pochłaniania obcych zapachów zaleca się przechowywać pekany w łupinach.

### Ochrona
Szkodniki

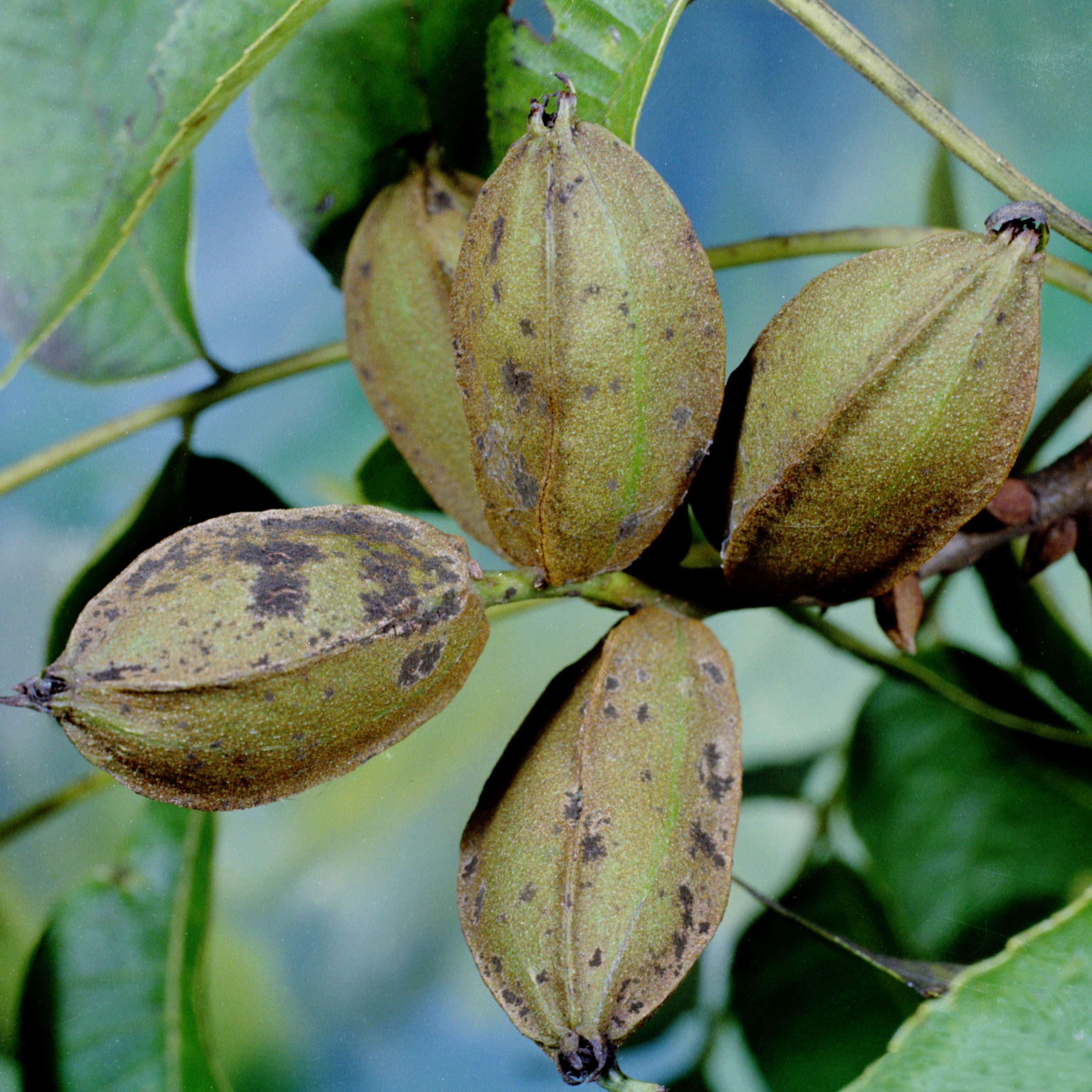
Owoce orzesznika jadalnego porażone przez grzyb Cladosporium caryigenum powodujący parcha pekana

Orzesznik jest atakowany przez wiele szkodników i chorób. Oprócz gatunków wszędobylskich, takich jak przędziorki czy mszyce, istnieją również gatunki, które wyspecjalizowały się w atakowaniu orzesznika. Do najważniejszych gatunków należy motyl z rodziny zwójkowatych Cydia caryana, którego larwy wyjadają wnętrze orzecha, oraz motyl z rodziny niedźwiedziówkowatych Hyphantria cunea, którego larwy powodują wiosenne gołożery. Ponadto dużą szkodliwość wykazują także chrząszcze Oncideres cingulata, którego szkodliwość polega na dużych, kilkumetrowych wżerach w pędach i gałęziach, a także Curculio caryae z rodziny ryjkowcowate (ang. Pecan Weevil), który składa jaja na młodym owocu a larwa wgryza się do jego wnętrza i zjada jądro.
Choroby

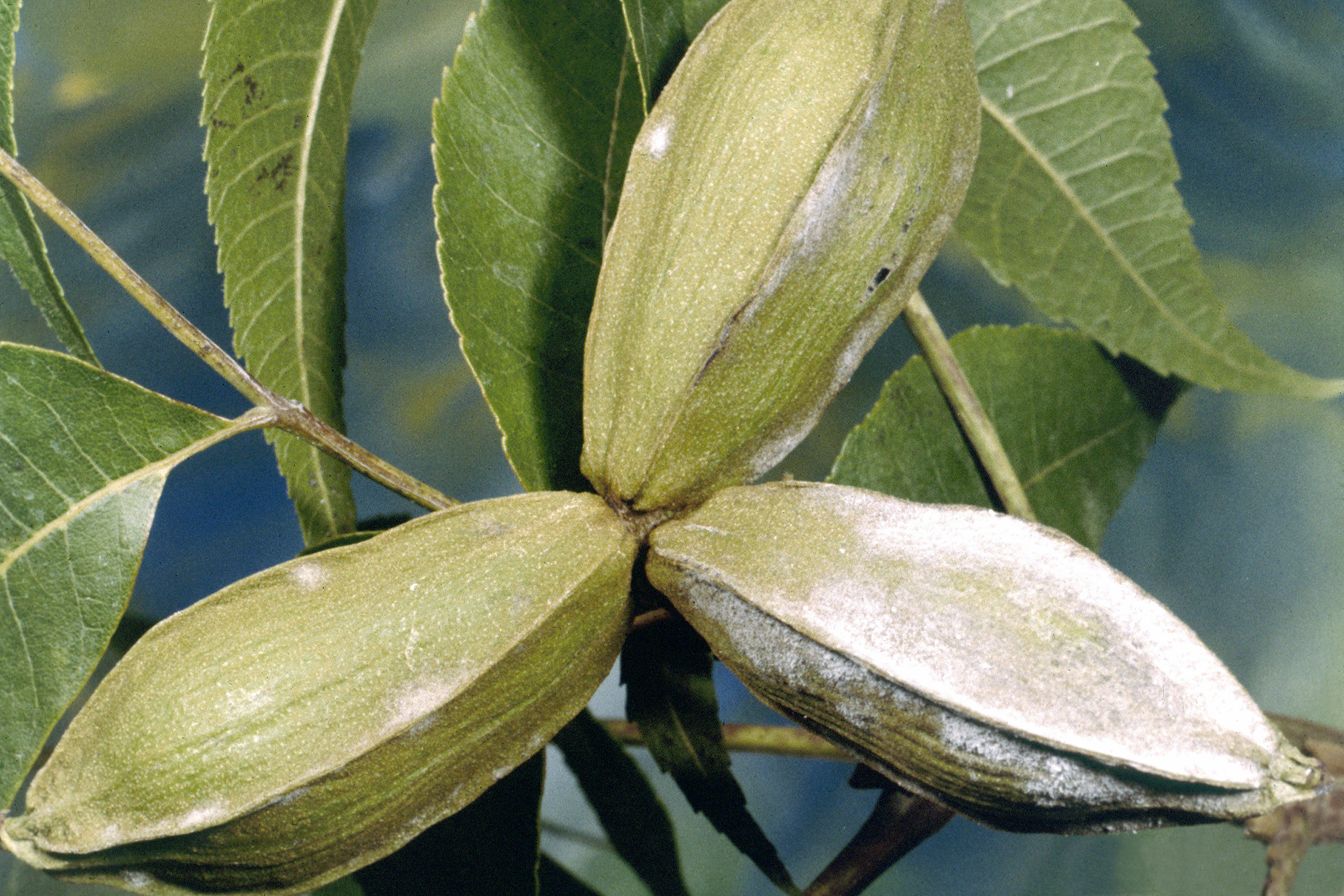
Owoce orzesznika jadalnego z objawami mączniaka rzekomego

Z chorób bakteryjnych znaczenie ekonomiczne ma tylko guzowatość korzeni powodowana przez Agrobacterium tumefaciens. Chorób grzybowych jest więcej, a najgroźniejszą, wymagającą corocznie zabiegów ochronnych jest parch pekana wywoływany przez Cladosporium caryigenum należącego do workowców. Mniej ważne, choć także dość często występujące są jeszcze: mączniak rzekomy powodowany przez grzyb Erysiphe penicillata, antraknoza owoców powodowana przez Glomerella cingulata, brązowa plamistość liści powodowana przez Sirosporium diffusum, zamieranie korzeni (Phymatotrichopsis omnivora), różowa pleśń (Trichothecium roseum) i rak pekana (Physalospora abdita). 
Zwalczanie chemiczne jest podstawą ochrony orzesznika jadalnego, choć ze względów ekologicznych, pod wpływem nacisku konsumentów, poszukuje się innych metod, głównie genetycznych, biologicznych i agrotechnicznych. 
Zaburzenia fizjologiczne i choroby nieinfekcyjne
Orzesznik zapada na cały szereg chorób abiotycznych związanych głównie z nieoptymalnymi warunkami wzrostu i rozwoju roślin. Do najważniejszych tego typu chorób należą uszkodzenia mrozowe, objawiające się pęknięciami kory, łyka i drewna, a także przebarwianiem (ciemnieniem) wszystkich wieloletnich części drzewa oraz żółknięciem liści. Ponadto orzesznik może cierpieć również na zaburzenia związane z niedoborem cynku, chlorozą, zamieraniem korzeni, nekrozą okryw nasiennych, przedwczesnym opadaniem owoców, zamieraniem gałęzi, a także uszkodzeniem od wiatru bądź stosowanych herbicydów.
Ochrona przed chwastami
Ze względu na konieczność zebrania, przynajmniej części owoców, bezpośrednio z ziemi zaleca się utrzymanie ugoru pod drzewami. Taki ugór ogranicza także infekcje patogenami grzybowymi, które często mają pośrednich żywicieli na chwastach. Do zwalczania chwastów na plantacjach komercyjnych stosowane są herbicydy. W Stanach Zjednoczonych na plantacjach młodych, gdzie nie ma jeszcze owocowania stosuje się silnie działające herbicydy w których substancją czynną jest oryzalin lub simazyna, natomiast w sadach owocujących stosuje się herbicydy oparte na glifosacie, bądź wycofane w 2007 roku ze stosowania w UE, silne preparaty parzące oparte na nieselektywnym parakwacie.